# Domaine de Mineyama
Le domaine de Mineyama (峯山藩, Mineyama-han) est un domaine japonais de l'époque d'Edo, situé dans la province de Tango (aujourd'hui dans le nord de la préfecture de Kyōto). Il est gouverné durant toute son histoire par le clan Kyogoku, jusqu'à la restauration de Meiji.

## Liste des daimyos
- Clan Kyōgoku (tozama ; 13 000 koku)

1. Takamichi
2. Takatomo
3. Takaaki
4. Takayuki
5. Takanaga
6. Takahisa
7. Takamasa
8. Takamasu
9. Takatsune
10. Takakage
11. Kyōgoku Takatomi
12. Takanobu

## Source de la traduction
- (en) Cet article est partiellement ou en totalité issu de l’article de Wikipédia en anglais intitulé « Mineyama Domain » (voir la liste des auteurs).